# M474

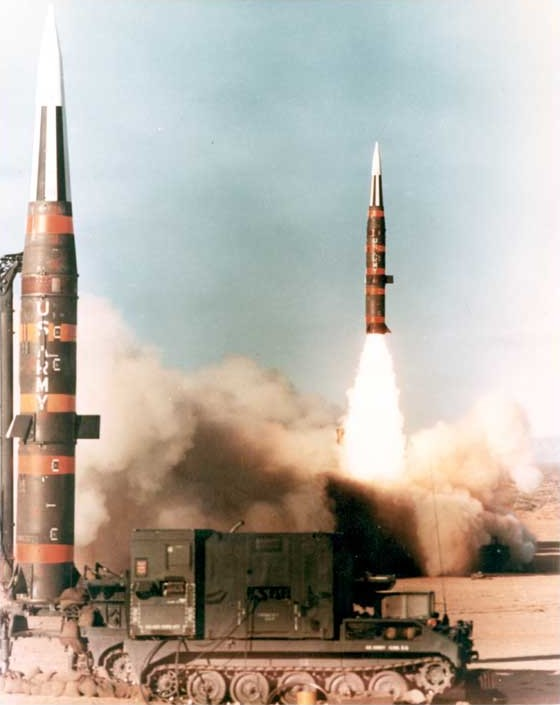
Start einer Pershing I (MGM-31A) von einem M474 aus (Februar 1966)

Zwei M474: links der M474 als Sprengkopftransporter, rechts das M474-TEL

Das M474 war ein in den 1960er-Jahren in den Vereinigten Staaten entwickeltes Raketenstartfahrzeug auf Basis eines modifizierten M113-Chassis, das für den Start und Transport der Pershing I konzipiert wurde.

## Konzeption
Die Pershing I (MGM-31) war die erste ballistische Kurzstreckenrakete der US-Streitkräfte, die außerhalb der USA stationiert wurde. Gemäß der Einsatzdoktrin der MGM-31 sollte das System mobil sein und weitgehend autonom agieren können. Das Pershing-I-System wurde neben den USA nur von den Flugkörpergeschwadern der Luftwaffe genutzt. 
Vier M474 wurden in der Erstversion der MGM-31 verwendet. Ein M474 transportierte den Flugkörper, ein anderer den Sprengkopf und zwei weitere M474 fungierten als „Guidance and Control Section“ (G&C) und als Stromaggregat.

## Technische Daten des M474
→Quelle:
- Transportfahrzeuge:
  - Geschwindigkeit: 65 km/h
  - Fahrbereich: 200 km
  - Länge: 5,5 m
  - Breite: 2,4 m
  - Masse: 5,4 Tonnen

- Startfahrzeug (TEL):
  - Entwickler: Thompson Ramo Wooldridge
  - Geschwindigkeit: 65 km/h
  - Fahrbereich: 200 km
  - Länge: 6,0 m
  - Breite: 2,1 m
  - Höhe: 2,7 m
  - Masse: 2,6 Tonnen